# Röschenz
Röschenz är en ort och kommun i distriktet Laufen i kantonen Basel-Landschaft, Schweiz. Kommunen har 1 894 invånare (2023).